# Liste der Biografien/Olm
Liste der Biografien |
Portal Biografien |
Personensuche
# |
A |
B |
C |
D |
E |
F |
G |
H |
I |
J |
K |
L |
M |
N |
O |
P |
Q |
R |
S |
T |
U |
V |
W |
X |
Y |
Z |
?
 
Oa |
Ob |
Oc |
Od |
Oe |
Of |
Og |
Oh |
Oi |
Oj |
Ok |
Ol |
Om |
On |
Oo |
Op |
Oq |
Or |
Os |
Ot |
Ou |
Ov |
Ow |
Ox |
Oy |
Oz
 
Ola |
Olb |
Olc |
Old |
Ole |
Olf |
Olg |
Olh |
Oli |
Olj |
Olk |
Oll |
Olm |
Oln |
Olo |
Olp |
Olr |
Ols |
Olt |
Olu |
Olv |
Olw |
Oly |
Olz
Die Liste der Biografien führt alle Personen auf, die in der deutschsprachigen Wikipedia einen Artikel haben. Dieses ist eine Teilliste mit 72 Einträgen von Personen, deren Namen mit den Buchstaben „Olm“ beginnt.

## Olm
- Olm, Emil (* 1869), deutscher Politiker (USPD/SPD), MdL Preußen
- Olm, Hans Werner (* 1955), deutscher KabarettistHans Werner Olm (* 1955)

Hans Werner Olm (* 1955)

- Olm, Johannes (1895–1953), Bürgermeister Arnsberg
- Olm, Wulf (1942–2007), deutscher Fotograf

### Olma
- Olma, Aimé (* 2004), deutscher Basketballspieler
- Olma, Karl (1914–2001), deutscher Schriftsteller
- Olma, Veronika (* 1962), deutsche Malerin
- Olman, Miles (* 1986), australischer Bahn- und Straßenradrennfahrer
- Olmans, Agnes (1691–1738), Opfer der Hexenverfolgung

### Olme
- Olmedo Rivero, Pedro María (* 1944), spanischer Ordensgeistlicher und römisch-katholischer Prälat von Humahuaca
- Olmedo, Alex (1936–2020), peruanischer Tennisspieler
- Olmedo, Dolores (1908–2002), mexikanische Geschäftsfrau und Kunstmäzenin
- Olmedo, José Joaquín de (1780–1847), Staats- und Regierungschef von Ecuador
- Olmedo, Manuel (* 1983), spanischer Mittelstreckenläufer
- Olmedo, Pablo (* 1975), mexikanischer Langstreckenläufer
- Olmedo, Quiterio (* 1907), paraguayischer Fußballspieler
- Olmer, Vít (* 1942), tschechischer Schauspieler, Filmregisseur und Drehbuchautor
- Olmerová, Eva (1934–1993), tschechoslowakische Pop- und Jazzsängerin
- Olmert, Aliza (* 1946), israelische Bildhauerin und Schriftstellerin
- Olmert, Ehud (* 1945), israelischer Politiker (Premier 2006–2009)Ehud Olmert (* 1945)

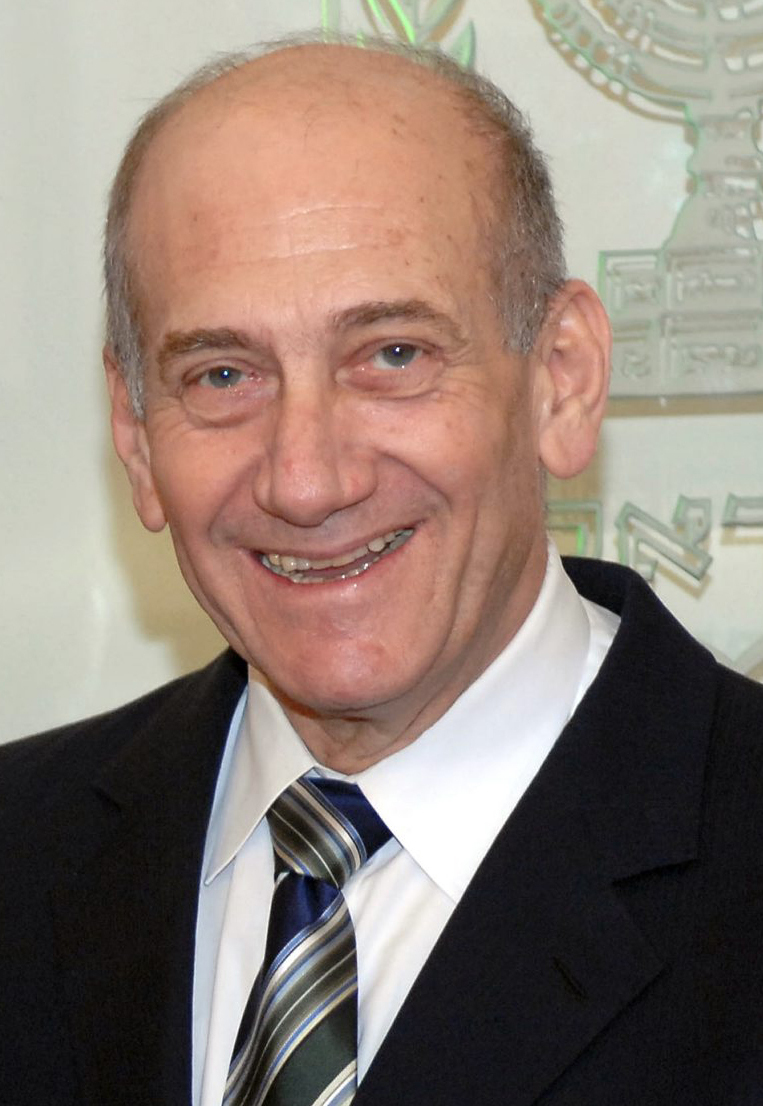
Ehud Olmert (* 1945)

- Olmeta, Pascal (* 1961), französischer Fußballspieler
- Olmeta, René (1934–2023), französischer Politiker der Parti socialiste
- Ölmez, Denis „Marshall“ (* 1984), deutscher Schauspieler und Stuntkoordinator
- Ölmez, Orhan (* 1978), türkischer Sänger und Komponist der Popmusik
- Ölmez, Recep (* 1953), türkischer Fußballspieler

### Olmi
- Olmi, Corrado (1926–2020), italienischer Schauspieler
- Olmi, Ermanno (1931–2018), italienischer Filmregisseur, Drehbuchautor und Kameramann
- Olmi, Paolo (1414–1484), italienischer Augustinermönch und Historiograph
- Olmi, Paolo (* 1954), italienischer Dirigent
- Olmi, Renato (1914–1985), italienischer Fußballspieler
- Olmi, Véronique (* 1962), französische Schriftstellerin
- Olmi, Vigilio Mario (1927–2019), italienischer Geistlicher, römisch-katholischer Weihbischof in Brescia
- Olminski, Michail Stepanowitsch (1863–1933), russischer Revolutionär, Journalist, Historiker und Literaturkritiker

### Olmo
- Olmo Lozano, Jesús (* 1985), spanischer Fußballspieler
- Olmo Marote, Luis del (* 1937), spanischer Hörfunkjournalist
- Olmo, Angelica (* 1996), italienische Triathletin
- Olmo, Antonio (* 1954), spanischer Fußballspieler
- Olmo, Dani (* 1998), spanischer Fußballspieler
- Olmo, Giuseppe (1911–1992), italienischer Radrennfahrer
- Olmo, Harold (1909–2006), US-amerikanischer Botaniker, Önologe und Rebzüchter
- Olmo, Joaquín del (* 1969), mexikanischer Fußballspieler
- Olmo, Juan (* 1978), spanischer Radrennfahrer
- Olmo, Lauro (1922–1994), spanischer Schriftsteller
- Olmo, Rubén (* 1980), spanischer Flamenco-Tänzer und Choreograf
- Olmos Romera, Ricardo (* 1946), spanischer Klassischer Archäologe
- Olmos, Bodie (* 1975), US-amerikanischer Schauspieler
- Olmos, Claude (1946–2023), französischer Jazzmusiker (Gitarre)
- Olmos, Daniel (* 1938), argentinischer Diplomat im Ruhestand
- Olmos, Edward James (* 1947), US-amerikanischer SchauspielerEdward James Olmos (* 1947)

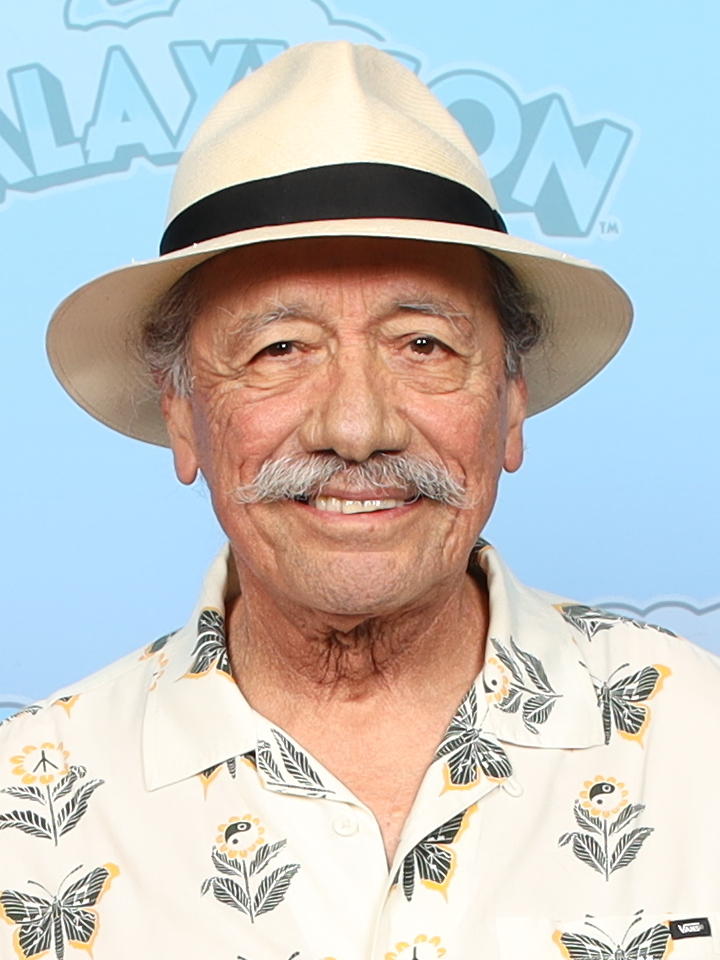
Edward James Olmos (* 1947)

- Olmos, Giuliana (* 1993), mexikanische Tennisspielerin
- Olmos, Juvenal (* 1962), chilenischer Fußballspieler und -trainer
- Olmos, Roger, spanischer Illustrator
- Olmos, Sabina (1913–1999), argentinische Filmschauspielerin und Sängerin
- Olmos, Walter (1982–2002), argentinischer Cuarteto-Sänger

### Olms
- Olms, Ellen (* 1950), deutsche Politikerin (AL), MdB
- Olms, Gustav (1865–1927), deutscher Maler, Grafiker und Illustrator
- Olms, Walter Georg (* 1927), deutscher Verleger und Pferdezüchter
- Olmstead, Albert T. (1880–1945), US-amerikanischer Assyriologe und Orientalist
- Olmstead, Bert (1926–2015), kanadischer Eishockeyspieler
- Olmstead, C. Michelle (* 1969), US-amerikanische Astronomin
- Olmstead, Gertrude (1897–1975), US-amerikanische Stummfilmschauspielerin
- Olmstead, Richard (* 1951), US-amerikanischer Botaniker
- Olmstead, Robert (* 1954), US-amerikanischer Schriftsteller
- Olmsted, Barbara (* 1959), kanadische Kanutin
- Olmsted, Denison (1791–1859), US-amerikanischer Astronom und Naturwissenschaftler
- Olmsted, Frederick Law (1822–1903), US-amerikanischer Landschaftsarchitekt, Planer des Central ParkFrederick Law Olmsted (1822–1903)

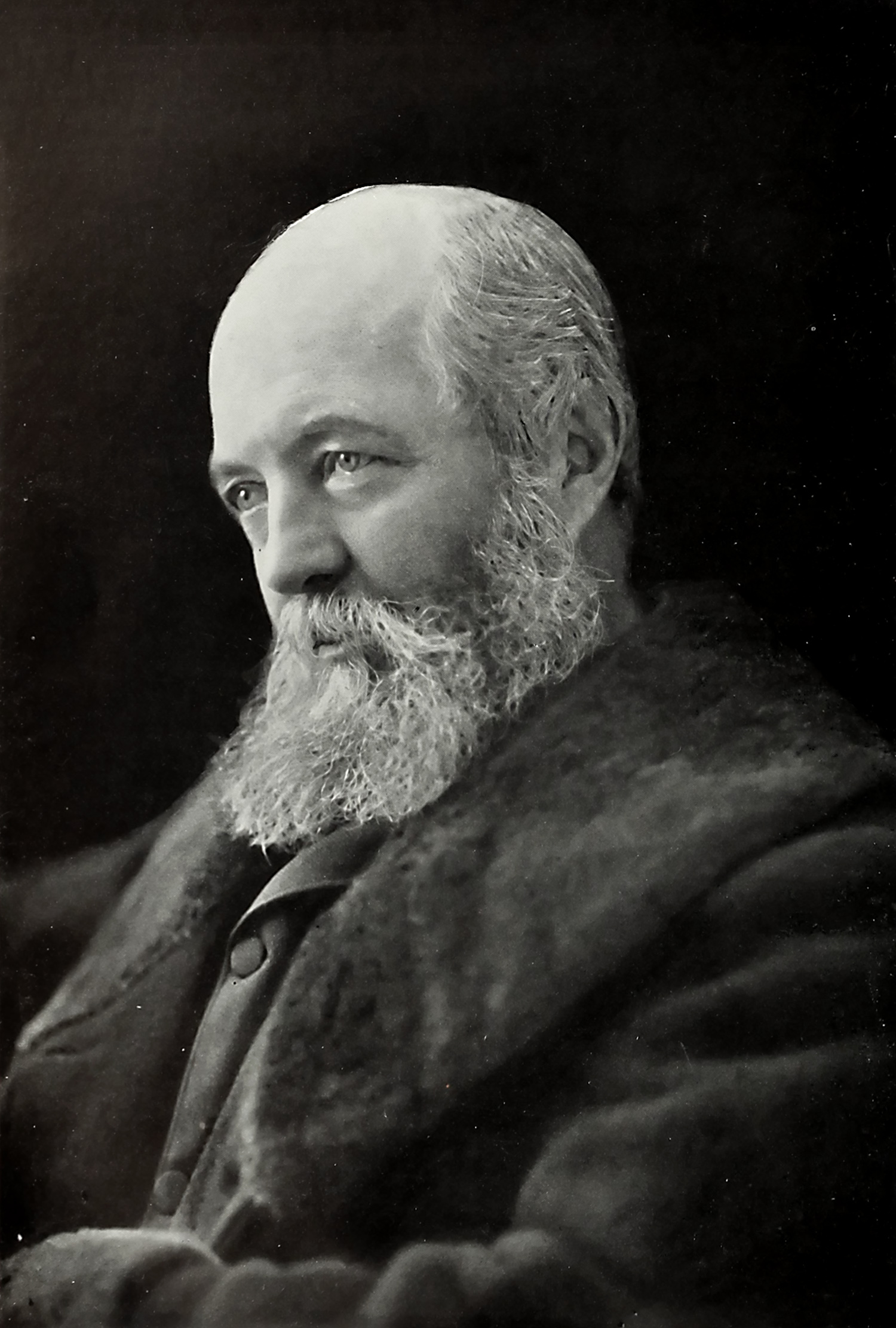
Frederick Law Olmsted (1822–1903)

- Olmsted, Frederick Law Jr. (1870–1957), US-amerikanischer Landschaftsarchitekt
- Olmsted, John Charles (1852–1920), US-amerikanischer Landschaftsarchitekt
- Olmsted, Marlin Edgar (1847–1913), US-amerikanischer Politiker
- Olmsted, Thomas James (* 1947), US-amerikanischer Geistlicher, römisch-katholischer Bischof von Phoenix

### Olmu
- Olmüssen, Johann Wilhelm von († 1693), deutscher Schöffe und Bürgermeister der Freien Reichsstadt Aachen
- Olmützer, Hans, mährischer Bildhauer und Holzschnitzer